# Rose (французская певица)
Керен Мелуль (фр. Keren Meloul; род. 24 мая 1978, Ницца), более известная как Rose (Роуз) — французская певица.

## Биография
Родилась в Ницце в 1978. Отец — агент по недвижимости. Мать — дизайнер.
Она начала свою карьеру учителем в еврейской школе в Париже, но затем стала известной музыкантом. Её прорывом стал сингл «La Liste», который вышел в 2006 году, за которым последовал альбом с тем же названием. Она начала свой собственный тур в 2007 году и выступала на различных концертных площадках. В 2009 году она выпустила второй альбом, а в 2013 году третий. Она также написала песни для других артистов и участвовала в благотворительных проектах.

## Личная жизнь
В 2008 у Керен был брак с французским певцом Bensé (наст. имя — Жюльен Бенсеньор), пара рассталась в 2009.
В 2011 у Керен родился мальчик Солал (Solal)

## Дискография
Альбомы
| 2006 | Rose                         |
| 2009 | Les souvenirs sous ma frange |
| 2013 | Et puis juin                 |
| 2015 | Pink Lady                    |
| 2019 | Kerosene                     |